# Crown Car Company
Crown Car Company war ein britischer Hersteller von Automobilen.

## Unternehmensgeschichte
Das Unternehmen aus London begann 1903 mit der Produktion von Automobilen. Der Markenname lautete Crown. Im gleichen Jahr endete die Produktion.

## Fahrzeuge
Im Angebot standen Dreiräder. Ein Einzylindermotor mit 5 PS Leistung war oberhalb des einzelnen Vorderrades montiert. Das Leergewicht war mit 102 kg angegeben. Der Neupreis betrug 80 Pfund.